# Julius Axmann

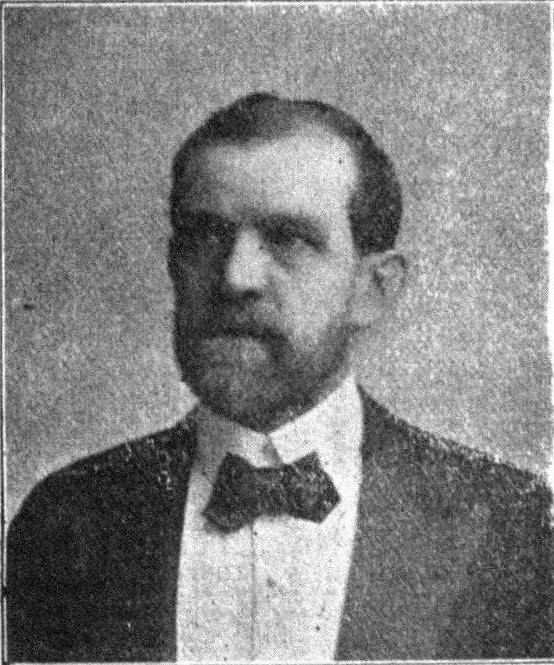
Julius Axmann

Julius Axmann (* 12. April 1858 in Wien; † 12. Dezember 1929 ebenda) war ein österreichischer Politiker (CSP) und Handelsangestellter. Er war von 1897 bis 1907 Abgeordneter zum Abgeordnetenhaus des Österreichischen Reichsrates und von 1909 bis 1919 Abgeordneter zum Landtag von Niederösterreich.
Axmann besuchte nach der Volks- und Bürgerschule die Handelsschule in Wien und arbeitete danach als Handelsangestellter. Axmann war Mitbegründer der Angestelltenkrankenkasse „Collegialität“ und Gründer der Produktionsgenossenschaft der Waldviertler Weber. Zudem wirkte er als Gehilfenobmann der Handelsangestellten und war ein Mitkämpfer Karl Luegers und Leopold Kunschaks. Axmann war zwischen 1897 und 1907 Abgeordneter zum Abgeordnetenhaus des Österreichischen Reichsrates, von 1900 bis 1912 Gemeinderat in Wien sowie vom 8. Jänner 1909 bis zum 4. Mai 1919 Abgeordneter zum Niederösterreichischen Landtag.
In der Reichsratswahl 1907 verlor im Wahlbezirk Schlesien 5 gegen Otto Günther.